# Дедковцы (Белогорский район)
Дедковцы (укр. Дідківці) — село в Белогорском районе Хмельницкой области Украины.
Население по переписи 2001 года составляло 432 человека. Почтовый индекс — 30231. Телефонный код — 3841. Занимает площадь 0,091 км².

## Местный совет
30231, Хмельницкая обл., Белогорский р-н, пгт Ямполь, ул. Мира, 8